# Edgar Moreira da Cunha
Edgar Moreira da Cunha (Riachão do Jacuípe, 21 agosto 1953) è un vescovo cattolico brasiliano naturalizzato statunitense, dal 3 luglio 2014 vescovo di Fall River.

## Biografia
Edgar Moreira da Cunha è nato a Riachão do Jacuípe, allora nell'arcidiocesi di Feira de Santana e oggi in diocesi di Serrinha, il 21 agosto 1953. È stato battezzato nella chiesa dell'Immacolata Concezione a Gavião.

### Formazione e ministero sacerdotale
Dopo aver frequentato le scuole elementari e secondarie in Brasile, è entrato nella famiglia religiosa della Società delle divine vocazioni e ha studiato filosofia presso l'Università Cattolica di Salvador. È stato poi inviato negli Stati Uniti d'America e ha studiato teologia presso il seminario "Immacolata Concezione" di Huntington conseguendo il Master of Divinity.
Ha pronunciato i voti temporanei l'11 febbraio 1975 a Sâo Salvador da Bahia e quelli perpetui l'11 febbraio 1979 a Newark. Il 27 marzo 1982 è stato ordinato presbitero nella chiesa parrocchiale di San Michele Arcangelo a Newark dal vescovo ausiliare di Newark Joseph Abel Francis. In seguito è stato direttore per le vocazioni della sua congregazione dal 1982 al 1987; vicario parrocchiale della parrocchia di San Nicola a Palisades Park dal 1983 al 1986; amministratore parrocchiale e poi parroco della stessa dal 1986 al 1994; maestro dei novizi e direttore della casa di formazione della sua congregazione a Florham Park dal 1994 al 2000; segretario del consiglio dei delegati della Società delle divine vocazioni dal 1998 al 2000 e parroco della parrocchia di San Michele Arcangelo a Newark, superiore della comunità religiosa e delegato per gli Stati Uniti del superiore generale della dal 2000 al 2003.

### Ministero episcopale
Il 27 giugno 2003 papa Giovanni Paolo II lo ha nominato vescovo ausiliare di Newark e titolare di Ucres. Ha ricevuto l'ordinazione episcopale il 3 settembre successivo nella basilica cattedrale del Sacro Cuore a Newark dall'arcivescovo metropolita di Newark John Joseph Myers, co-consacranti il vescovo di Brooklyn Nicholas Anthony DiMarzio e il vescovo ausiliare di Newark Arthur Joseph Serratelli.
Ha prestato servizio come vescovo regionale per la contea di Essex dal 2003 al 2005, vicario per l'evangelizzazione dal 2005 al 2013 e vicario generale dal 6 giugno 2013.
È stato anche membro del collegio dei consultori, del consiglio presbiterale, del consiglio per il personale clericale e del consiglio dei vescovi della Conferenza cattolica del New Jersey (NJCC) ed è stato presidente del comitato per le politiche pubbliche della stessa. È stato anche presidente del Newark Archdiocesan Implementation Team for the New Energies - Parish Transition Project.
Nel dicembre del 2011 ha compiuto la visita ad limina.
Il 3 luglio 2014 papa Francesco lo ha nominato vescovo di Fall River. Ha preso possesso della diocesi il 24 settembre successivo.
Nel novembre del 2019 ha compiuto una seconda visita ad limina.
In seno alla Conferenza dei vescovi cattolici degli Stati Uniti è membro del comitato per l'amministrazione; del comitato per le priorità e i piani, del sottocomitato per la Chiesa in America Latina; del sottocomitato per la pastorale dei migranti, dei rifugiati e dei viaggiatori e del sottocomitato per gli affari ispanici e delegato per l'apostolato brasiliano negli Stati Uniti. In precedenza è stato membro del comitato per la diversità culturale nella Chiesa e del comitato per le migrazioni.
Oltre al portoghese, che è la sua lingua materna, parla correntemente l'inglese e lo spagnolo, e conosce l'italiano.

## Genealogia episcopale e successione apostolica
La genealogia episcopale è:
- Cardinale Scipione Rebiba
- Cardinale Giulio Antonio Santori
- Cardinale Girolamo Bernerio, O.P.
- Arcivescovo Galeazzo Sanvitale
- Cardinale Ludovico Ludovisi
- Cardinale Luigi Caetani
- Cardinale Ulderico Carpegna
- Cardinale Paluzzo Paluzzi Altieri degli Albertoni
- Papa Benedetto XIII
- Papa Benedetto XIV
- Cardinale Enrico Enriquez
- Arcivescovo Manuel Quintano Bonifaz
- Cardinale Buenaventura Córdoba Espinosa de la Cerda
- Cardinale Giuseppe Maria Doria Pamphilj
- Papa Pio VIII
- Papa Pio IX
- Cardinale Raffaele Monaco La Valletta
- Cardinale Diomede Angelo Raffaele Gennaro Falconio, O.F.M.
- Vescovo Joseph Chartrand
- Cardinale Joseph Elmer Ritter
- Cardinale John Patrick Cody
- Vescovo Edward William O'Rourke
- Arcivescovo John Joseph Myers
- Vescovo Edgar Moreira da Cunha, S.D.V.

La successione apostolica è:
- Vescovo José Ionilton Lisboa de Oliveira, S.D.V. (2017)

## Araldica
| Stemma | Titolare                                     | Descrizione |
|        | Edgar Moreira da Cunha Vescovo di Fall River | Partito semitroncato: al primo d'argento, alla banda ridotta ondata d'azzurro, alla croce di rosso attraversante, sul tutto alla torta di rosso caricata da una stella (6) d'argento; al secondo d'azzurro all'anello d'argento intrecciato con un triangolo vuoto d'oro; al terzo d'oro alla banda doppiodentata di verde, al globo d'azzurro, fasciato d'argento, attraversante. Ornamenti esteriori da vescovo. Motto: "Sufficit tibi gratia mea" ("Ti basta la mia grazia"). |